# Навісна стрільба

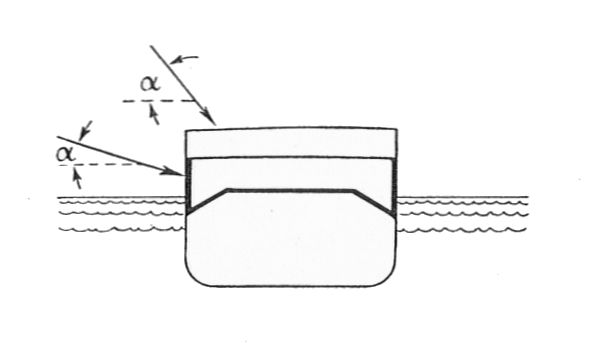
Навісна стрільба по військовому кораблю: крутіший кут стрільби дозволяє снаряду вразити тоншу броню палуби

Наві́сна стрільба — стрільба з гармат по місцевості при кутах піднесення ствола понад 20°.
Ефективність навісної стрільби підвищується в міру збільшення кутів піднесення, оскільки при цьому збільшуються кути падіння снарядів, а отже, і їхня осколкова або фугасна дія. Стрільба при кутах піднесення понад 45° називається мортирною.
Дальність стрільби лишається однаковою на різних прицілах (кутах підйому ствола) 
При навісній стрільбі зі збільшенням прицілу, росте дальність польоту, при мортирній, навпаки: чим більший приціл, тим менша дальність стрільби. 
Тому навісна стрільба найбільшою мірою характерна для гаубиць і мінометів, які мають крім великих кутів підвищення ствола ще й змінні заряди.
Мортирна стрільба має свої недоліки та переваги. 
Недоліки: 
- Суттєве навантаження на механізми.
- Проблеми з заряджанням. 
Переваги:
- Успішне маскування гармати. Не потрібно бути на відкритій місцевості. 
- Розсіювання уламків снаряда єфективніше чим при навісній стрільбі. - Більш точні коректури.